# Пол Ріді
Пол Ріді (англ. Paul Reedy, 21 січня 1961) — австралійський академічний веслувальник.
Срібний призер Олімпійських Ігор 1984 року в складі парної четвірки, учасник 1988 року.
Срібний призер Ігор Співдружності 1986 року в складі парної двійки.
Бронзовий призер Чемпіонату світу 1990 року в складі парної двійки.